# Arturo Cariceo
Arturo Cariceo (Santiago, 1968) es un pintor chileno, académico de la Facultad de Artes de la Universidad de Chile. Su área de creación e investigación es la noción de comparecencia de obra. Desde 1987 llama a todo su quehacer Obra Invisible.

## Obra
Sus inicios artísticos están vinculados con la pintura, la poesía visual, el arte sonoro, proyectos colaborativo y cooperativos influidos por ideas neodadaístas y post-situacionistas.
Hasta 1993, realizó exposiciones donde desmonta el contexto de una obra exhibida, el ritual social de la inauguración, la documentación y difusión de la muestra hasta la mercantilización de lo exhibido. Etapa que culmina con exposiciones por fax, contestadores automáticos y exhibiciones de "vacíos", exploraciones artísticas que lograron continuidad con la aparición de Internet.
Las experiencias con medios de comunicación interpersonales y masivos determinará un progresivo desarraigo con los espacios artísticos de exhibición, formalizando su decisión de prescindir de ellos con los lanzamientos del decálogo para invisibilizar obras titulado "Tercera Internacional Neopompier" (23 de noviembre de 1993) y la tesis "Manifiesto Neopompier" (1994), reeditada en dos ocasiones como "libro-objeto" (2003, 2010).
Desde entonces, la aceptación de invitaciones a exponer en galerías y museos está condicionada según los requerimientos redactados en estos dos manifiestos.
En el ámbito académico, ha promovido la práctica del arte sonoro, performance, animación y net.art, junto con las creaciones del Museo Multimedial (2005) y la plataforma electrónica de la Facultad de Artes de la Universidad de Chile (2005-2012). Tras ser distinguido por su labor docente, inició el proyecto "Cátedra Domingo Sánchez Blanco".
Ha realizado investigaciones sobre la situación del arte chileno durante las reformas universitarias y la relación entre las artes, las ciencias y la tecnología. Entre sus publicaciones se encuentran "El Universo Expandido de Matilde Pérez" (2005), "Apostillas sobre el arte público chileno" (2009) y "Entre la sinestesia y los plunderphonics" (2009). Produjo el documental inconcluso "Contradicciones, Paradojas y Paradigmas en el Flandes Indiano"(2005).

## Discurso artístico
El tono general de la obra de Cariceo es el de un artista que muestra un programado distanciamiento ante el circuito artístico, parodiando las interconexiones de la economía y la política con la cultura mediante estrategias artísticas de orientación procesual.
Los mensajes que comunican sus imágenes y títulos buscan describir la idealización neoliberal chilena, apropiándose de los significados que prevalecen en este sistema, así como en la sociedad de la información, para recontextualizarlos irónicamente en obras, que, a su vez, están estructuradas bajo un sistema de términos propio (obra invisible, constructos neopompier, performance erráticas).
Sus textos giran en torno a temas como la tecnología y el existencialismo urbano, intentando dar cuenta mediante ellos sobre la paradoja de vivir en país que no tiene importancia alguna en la Historia del Arte y que tampoco dispone, para los interesados en el arte y el público en general, de acceso a colecciones relevantes que expliquen el juego del arte, a diferencia de galerías y museos de otros países latinoamericanos.

## Obra Invisible
Sin desconsiderar la "desmaterialización del objeto artístico" de Lucy Lippard y el de "hiperrealidad" acuñado por Jean Baudrillard, Cariceo define su “Obra Invisible” como intervenciones que se mimetizan o camuflan en el entorno de manera tal que para el espectador no avieso pasan desapercibidas, siendo posibles de ver sólo mediante una mirada desprejuiciada, despragmatizada. De lo contrario se tornan imperceptibles.
La invisibilidad referida tiene, además, una explicación ideológica, acotada a una realidad local. Para el artista, la supuesta inmaterialidad y espiritualidad de llamar a sus obras “invisibles” es una irónica alegoría a la expresión "milagro de Chile", utilizada por economistas de la Escuela de Chicago. El nombre de “Obra Invisible” fue tomado de la filosofía económica, de la actualización del mito de la "Mano Invisible" acuñado por el economista clásico Adam Smith y utilizado por Milton Friedman en su libro "La Libertad para elegir". Cariceo reemplazó la palabra "mano" por la de "obra".

## Sus referentes
Arturo Cariceo es discípulo directo de renombrados artistas de la vanguardia chilena de la segunda mitad del siglo veinte: Ramón Vergara Grez (fundador del primer movimiento de vanguardia en Chile, "Rectángulo"), Matilde Pérez (pionera del arte cinético), Gonzalo Díaz (Premio Nacional de Arte), Virginia Errázuriz (innovadora del arte de escena de género), Alberto Pérez (cofundador del grupo "Signo" y primer Doctor en Historia del Arte en Chile) y Francisco Brugnoli (promotor de la instalación e intervenciones urbanas). De estos dos últimos artistas, Cariceo fue además ayudante en la Facultad de Artes de la Universidad de Chile. 
En septiembre de 2013, Cariceo realizó un responso fúnebre con las cenizas de Ramón Vergara Grez en el Museo Nacional de Bellas Artes.